# Cereal matinal

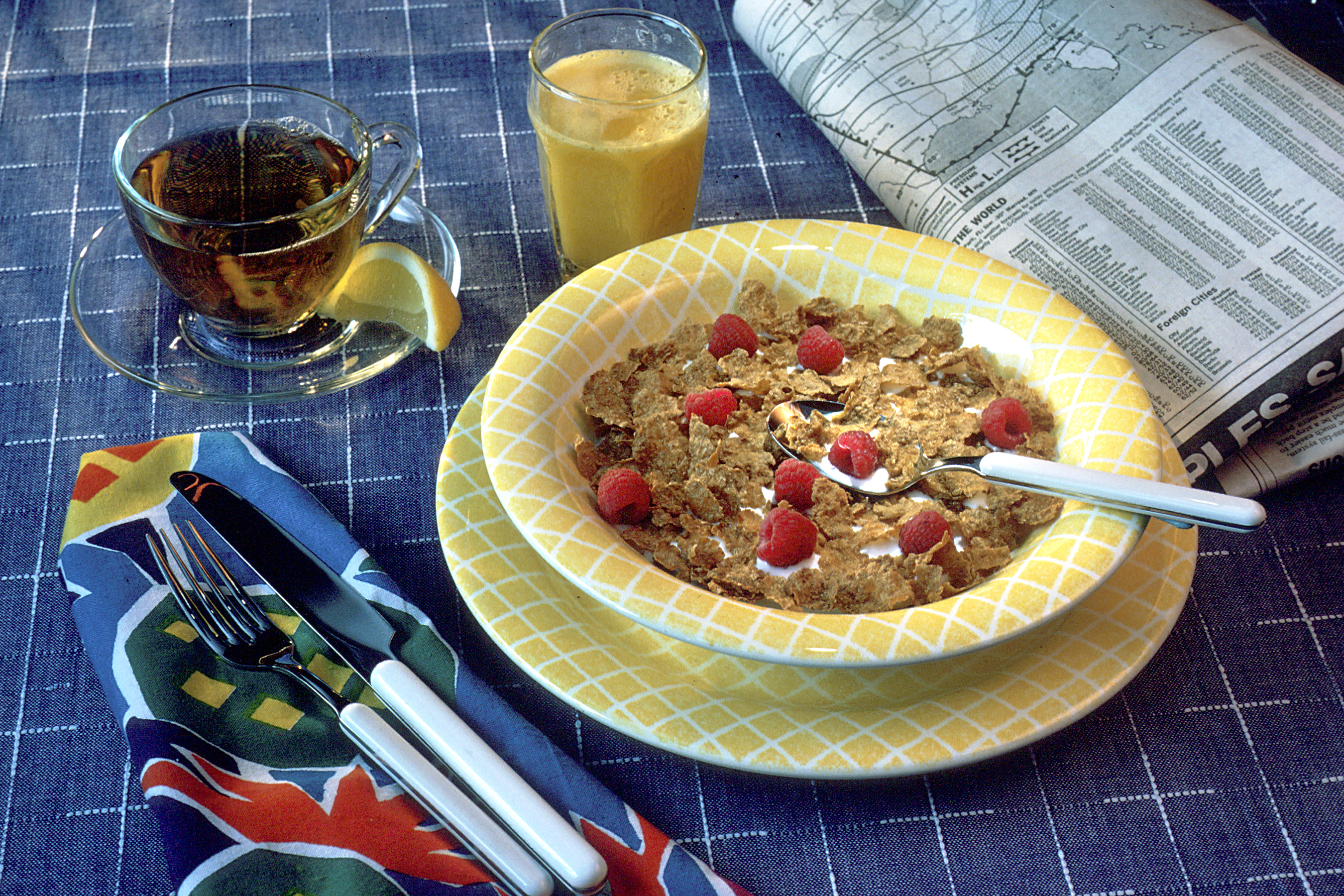
Cereal matinal frio

Um cereal matinal (ou, de manhã, apenas cereal) é um alimento para desjejum ou pequenas refeições embalado. Às vezes é comido frio, geralmente misturado com leite, água ou iogurte, mas às vezes comido seco. Alguns cereais, como a aveia, podem ser servidos quentes como mingau (papa), mas outros, como os flocos de milho, são, em geral, apenas misturados com leite. Algumas empresas promovem os seus produtos pelos benefícios à saúde de comer-se cereais a base de aveia e com alto teor de fibras. Cereais podem ser enriquecidos com vitaminas. Alguns cereais são feitos com elevado teor de açúcar.

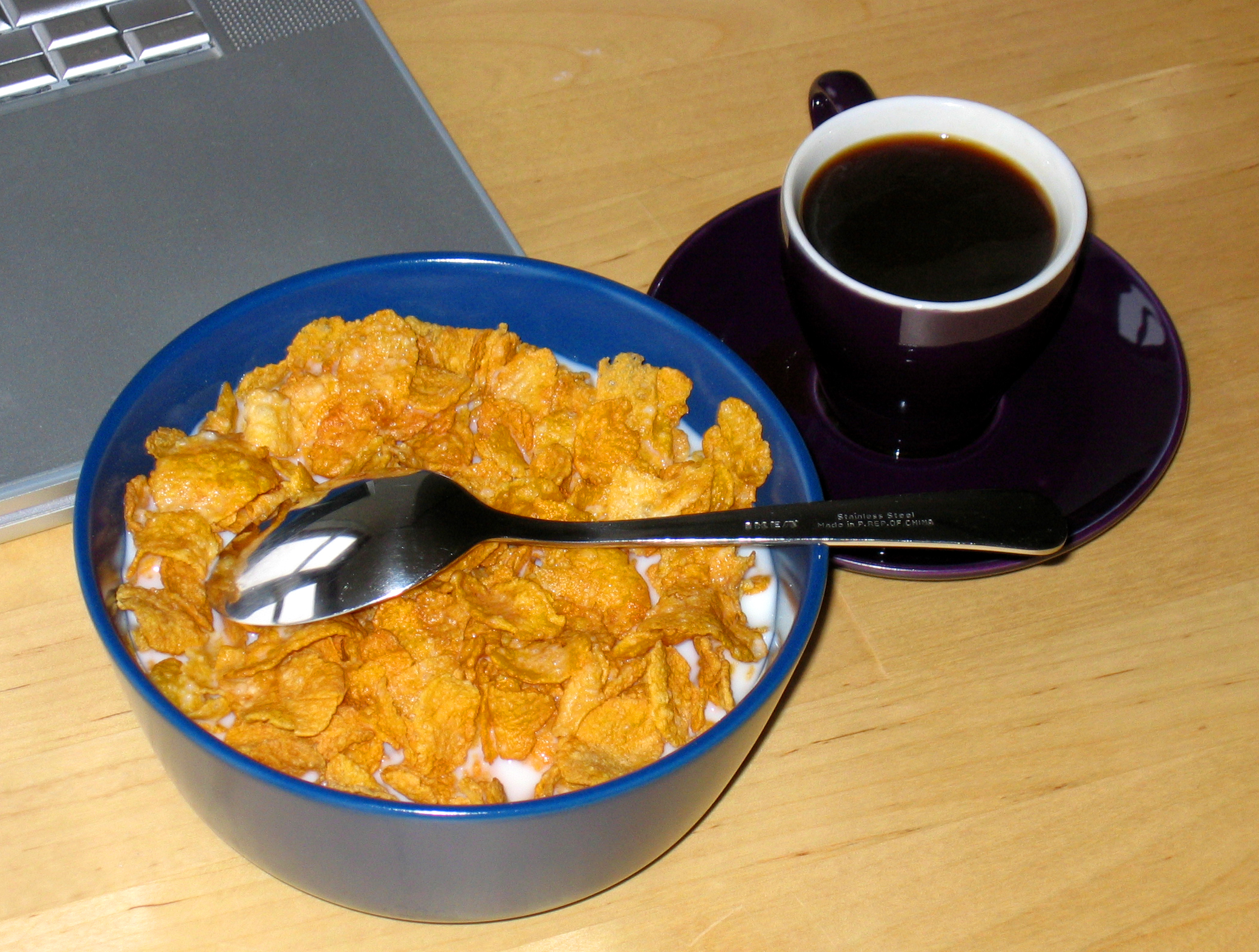
Uma tigela de flocos de milho com leite.

A indústria de cereais matinais tem margens de lucro bruto de 40-45%, 90% de penetração em certos mercados, e crescimento constante e continuado ao longo de sua história.